# Grandview (Indiana)
Grandview és una població dels Estats Units a l'estat d'Indiana. Segons el cens del 2000 tenia 696 habitants.

## Demografia
Segons el cens del 2000, Grandview tenia 696 habitants, 266 habitatges, i 194 famílies. La densitat de població era de 279,9 habitants/km².
Dels 266 habitatges en un 36,5% hi vivien nens de menys de 18 anys, en un 57,9% hi vivien parelles casades, en un 12% dones solteres, i en un 26,7% no eren unitats familiars. En el 22,6% dels habitatges hi vivien persones soles el 10,2% de les quals corresponia a persones de 65 anys o més que vivien soles. El nombre mitjà de persones vivint en cada habitatge era de 2,62 i el nombre mitjà de persones que vivien en cada família era de 3,08.
Per edats la població es repartia de la següent manera: un 27,4% tenia menys de 18 anys, un 9,1% entre 18 i 24, un 30,2% entre 25 i 44, un 22% de 45 a 60 i un 11,4% 65 anys o més.
L'edat mediana era de 35 anys. Per cada 100 dones de 18 o més anys hi havia 89,1 homes.
La renda mediana per habitatge era de 35.417$ i la renda mediana per família de 42.727$. Els homes tenien una renda mediana de 29.732$ mentre que les dones 20.500$. La renda per capita de la població era de 13.928$. Entorn del 9,4% de les famílies i el 12% de la població estaven per davall del llindar de pobresa.

## Poblacions més properes
El següent diagrama mostra les poblacions més properes.